# Kouzbass

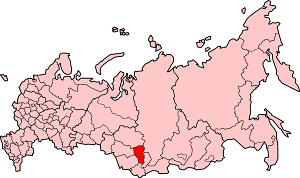
L'oblast (région) de Kemerovo dans laquelle se situe l'essentiel du Kouzbass.

Le Kouzbass (en russe : Кузбасс) abréviation de « bassin du Kouznetsk » (en russe : Кузнецкий бассейн)  désigne à la fois le plus grand gisement de charbon de Russie situé au sud de la Sibérie occidentale et la région industrielle créée grâce à la présence de ce combustible. 

## Géographie
Le Kouzbass est situé pour l'essentiel dans l'oblast de Kemerovo.
Kouznetsk, c'est-à-dire « pays des forgerons », est le nom donné à la région par les colons russes qui avaient constaté l'habileté de la population autochtone (les Chors) à forger des objets métalliques.
Les limites du Kouzbass ne sont pas très précises.  Sa superficie est d'environ 70 000 km2 dans lequel est inclus le bassin charbonnier  qui couvre lui une surface de 26 700 km2. Les principales villes du Kouzbass sont Novokouznetsk, Prokopievsk, Leninsk-Kouznetski, Mejdouretchensk, Kisseliovsk et la capitale administrative Kemerovo.

## Historique
La charbon a été découvert dans la région en 1721 mais n'a commencé à être extrait de manière industrielle qu'en 1851 à Gourievsk. L'exploitation du charbon se fait en grande partie à ciel ouvert (mines de Krasnobrodski et de Vakhrouchevki, par exemple). En 2006, la production a été de 174 millions de tonnes (environ 30 % de la production russe). Les réserves sont estimées à 725 milliards de tonnes. Les industries implantées dans le Kouzbass reposent sur l'utilisation du charbon : aciéries, industries chimiques, constructions mécaniques.
En février 2019, la région a été recouverte de neige noire. Les habitants des  villes de Kisseliovsk, Leninsk-Kouznetski et Prokopievsk, dont l'espérance de vie est inférieure de 3 à 4 ans à celle de la moyenne nationale russe, accusent la poussière de charbon de ce phénomène,,.
En 2021, on estime que 60 % du charbon russe est produit dans le Kouzbass. La pollution atmosphérique est importante, provoquant des maladies. L'espérance de vie dans le Kouzbass est trois à quatre ans inférieure à la moyenne russe.